# 립키
립키(러시아어: Липки)는 러시아 툴라주 중부에 위치한 도시로, 인구는 9,843명(2002년 기준)이다. 툴라(툴라 주의 주도)에서 남쪽으로 38km 정도 떨어진 곳에 위치한다.
17세기 "립키"라는 마을이 있었고 1949년 석탄 채굴업을 발전시키기 위한 차원에서 도시형 촌락으로 승격되었다. 1955년 시로 승격되었다.